# 옴천면
옴천면(唵川面)은 대한민국 전라남도 강진군에 위치한 면이다.

## 법정리
- 봉림리(鳳林里)
- 황막리(黃幕里)
- 월곡리(月谷里)
- 영산리(永山里)
- 기좌리(己佐里)
- 개산리(蓋山里)
- 정정리(井丁里)

## 특산물
- 강진맥우
- 옴천토하
- 옴천 새송이버섯
- 옴천 친환경토하미

## 문화재
- 옴천사

## 교육
- 옴천초등학교 (개산리)